# Coordinence
La coordinence (ou coordinance)  d'un atome central dans une molécule ou un cristal est le nombre d'atomes, molécules ou ions voisins les plus proches dans les trois directions de l'espace et reliés à cet atome central. Elle s'appelle aussi le nombre de coordination ou l'indice de coordination.
Le décompte des voisins se fait un peu différemment en chimie moléculaire et en cristallographie. En chimie moléculaire, il s'agit surtout des molécules (ou des ions) avec des liaisons bien définies, dans lesquelles la coordinence d'un atome est égal au nombre d'autres auquel il est lié (soit par des liaisons simples, soit par des liaisons multiples).
À l'état solide, les liaisons sont souvent moins bien définies. On utilise alors un modèle plus simple dans lequel les atomes sont représentés par des sphères en contact. Dans ce modèle la coordinence d'un atome est égal au nombre d'atomes qu'il touche.

## Nombre de coordination
Lorsque l'atome central présente deux liaisons de coordinence, il est dit bicoordonné.  Il peut aussi être tricoordonné (trois liaisons), tétracoordonné ou quadricoordonné (quatre liaisons), pentacoordonné (cinq liaisons), hexacoordonné (six liaisons)…

## Exemples en chimie moléculaire
En chimie moléculaire, la coordinence est définie en 1893 par Alfred Werner comme étant le nombre total de voisins d'un atome central dans une molécule ou un ion. Quoiqu'un atome de carbone forme quatre liaisons chimiques dans la plupart des molécules stables, la coordinence du carbone est quatre dans le méthane (CH4), trois dans l'éthylène (H2C=CH2, chaque C est lié à 2H + 1C = 3 atomes) et deux dans l'acétylène (HC≡CH) : les liaisons multiples diminuent la coordinence de l'atome.
En chimie inorganique, le principe est le même. Par exemple, dans l'hexacarbonyle de tungstène, W(CO)6, la coordinence du tungstène est de six, même si les liaisons métal-ligand sont plus complexes que des liaisons simples.
Les ions formés par l'uranium et le thorium avec des ions nitrate comme ligands, de formules U(NO3)62− et Th(NO3)62−, sont de bons exemples de complexes de coordination élevée. En effet, dans ces cas, les ligands nitrates sont dits bidentates (c'est-à-dire que chacun est lié au métal par deux atomes d'oxygène) de sorte que la coordinence des atomes centraux (U ou Th) est 12.
Des coordinences encore plus élevées sont possibles si les ligands plus petits entourent un atome central plus gros. Une étude de la chimie numérique prévoit un ion PbHe152+ de stabilité particulière, formé d'un ion central de plomb entouré par pas moins de 15 atomes d'hélium.

## Exemples en cristallographie
En cristallographie, la coordinence d'un atome donné à l'intérieur d'une structure cristalline égale le nombre d'autres atomes qu'il touche. Le fer à 20 °C possède une structure cubique centrée dans laquelle chaque atome de fer occupe le centre d'un cube formé par huit atomes de fer voisins. La coordinence d'un atome dans cette structure est alors 8.
La coordinence maximale connue en état solide est 12, ce qui est trouvé dans les deux structures hexagonal compact et cubique à faces centrées (aussi dit « cubique compact »). Cette valeur de 12 correspond au nombre maximum de sphères identiques qui peuvent toucher une sphère centrale du même rayon en trois dimensions.
Les deux formes allotropiques principales du carbone ont des coordinences différentes. Le graphite est fait de feuilles en deux dimensions, dans lesquelles chaque carbone est lié à trois autres carbones par des liaisons covalentes sp2. Les atomes des autres feuilles sont beaucoup plus éloignés et ne sont pas parmi les voisins les plus proches, alors la coordinence d'un atome de carbone au graphite est 3, comme pour l'éthylène. Dans le cas du diamant chaque atome de carbone est au centre d'un tétraèdre formé par quatre autres carbones (liaisons covalentes sp3) : la coordinence du carbone est quatre, comme pour le méthane.
Les structures ioniques simples (binaires) sont décrites par deux valeurs de la coordinence, une pour chaque type d'ion. La fluorine ou fluorure de calcium (CaF2) est une structure (8, 4), ce qui signifie que chaque cation Ca2+ est entouré par huit anions F− voisins et chaque anion F− par quatre Ca2+. Pour le chlorure de sodium (NaCl), les nombres de cations et anions sont égaux et les deux coordinences sont égales à six : la structure est (6, 6).
Au-delà des structures binaires, un atome peut être entouré de différents voisins. La coordinence est alors écrite comme la somme des coordinences partielles de l'atome pour chaque type de voisin. Par exemple, dans le titanate de baryum BaTiO3 de structure pérovskite :
- le titane a pour voisins six ions O2− dans un environnement octaédrique, sa coordinence est 6 ;
- la baryum a pour voisins douze ions O2− dans un environnement cuboctaédrique, sa coordinence est 12 ;
- l'oxygène a pour voisins deux ions Ti4+ et quatre ions Ba2+ dans un environnement octaédrique déformé, sa coordinence est (2+4).

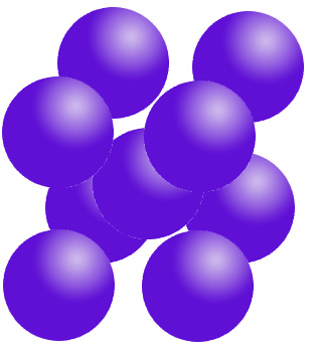
Cristal monoatomique cubique centré du fer.
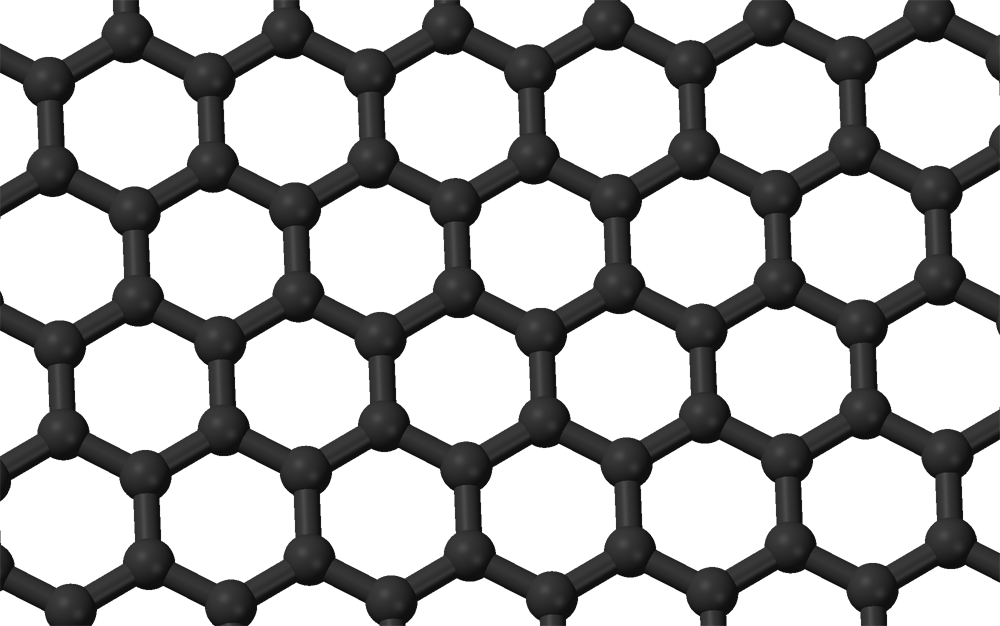
Une couche d'un cristal de graphite. Les atomes de carbone et les liaisons C-C sont indiqués en noir.
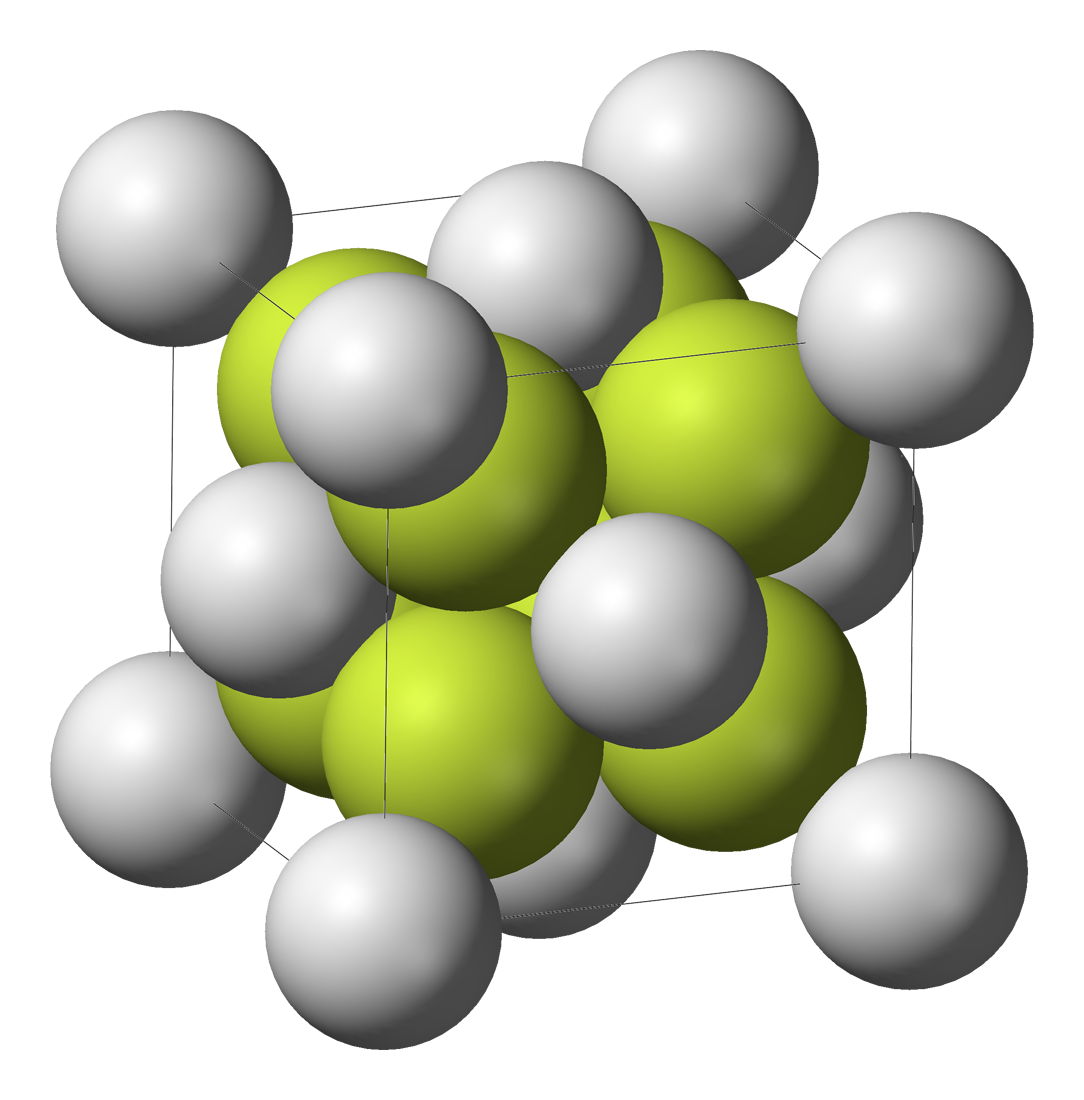
Maille du fluorure de calcium.
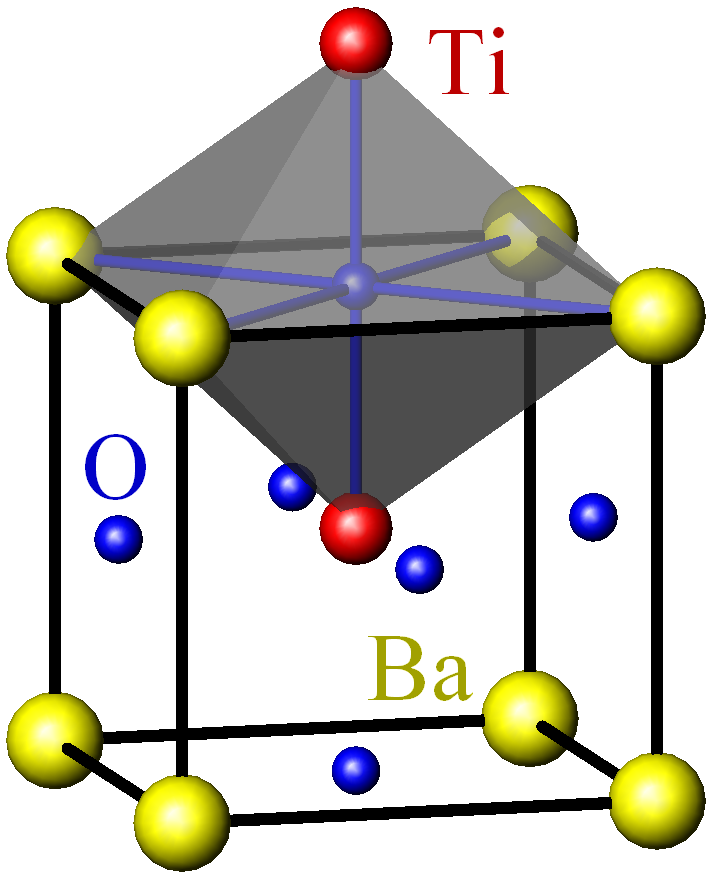
Maille du titanate de baryum.